# Самуилово (Благоевградская область)
Самуилово (болг. Самуилово) — село в Благоевградской области Болгарии. Входит в состав общины Петрич. Находится примерно в 11 км к западу от центра города Петрич и примерно в 73 км к югу от центра города Благоевград. По данным переписи населения 2011 года, в селе  проживало 802 человека.

## Население
| Год     | 1934 | 1946 | 1956 | 1965 | 1975 | 1985 | 1992 | 2001 | 2011 |
| ------- | ---- | ---- | ---- | ---- | ---- | ---- | ---- | ---- | ---- |
| Жителей | 433  | 630  | 757  | 832  | 853  | 929  | 902  | 885  | 802  |

| Национальность | Человек | Процент |
| -------------- | ------- | ------- |
| болгары        | 685     | 95,67%  |
| другие         | 31      | 4,33%   |
| Всего ответов  | 716     |         |

|  |